# Ettore Tolomei
Ettore Tolomei (Rovereto, 16 de agosto de 1865 - Roma, 25 de mayo de 1952) fue un fascista y nacionalista italiano. Fue designado miembro del senado italiano en 1923.

## Vida
A principios del siglo XX, teorizó la italianización de la actual Provincia Autónoma de Bolzano cuando aún formaba parte del Tirol, poco antes de que fuera anexionada a Italia.
A él se debe la creación de 8000 topónimos italianos correspondientes a los nombres de localidades altoatesinas, que el régimen fascista comenzó a introducir a comienzos de los años 1920, teniendo como soporte la política de italianización forzosa realizada con respecto a la población autóctona.  
Aún hoy, los topónimos de Tolomei tienen validez oficial al lado de los topónimos originales alemanes y ladinos.

## Obras
Ya en los años 1890, Ettore Tolomei fundó la revista "La Nazione italiana". Se dedicó a confirmar que el llamado entonces "Tirol del Sur" austriaco había sido originalmente un territorio italiano, ya que su historia alemana era simplemente una corta interrupción de pocos siglos, y que ese territorio pertenecía de hecho a Italia. 
En 1916, un año después de la entrada de Italia en la Primera Guerra Mundial, se creó una Comisión que trabajó sobre la base del trabajo de Tolomei para traducir los topónimos del "territorio que pronto sería conquistado". La Comisión (compuesta por el mismo Tolomei, el Profesor de Botánica y Química Ettore De Togni así como el bibliotecario Vittorio Baroncelli) tradujeron casi 12.000 topónimos y distritos sobre la base del estudio de Tolomei. 
En junio de 1916 esta lista fue publicada bajo el nombre de Volumen XV, Parte II de las Memorie de la Reale Società Geografica Italiana así como en el Archivio per l'Alto Adige, escrito con Ampezzo e Livinallongo, una publicación anual establecida por el mismo Tolomei. 